# Codex Cyprius

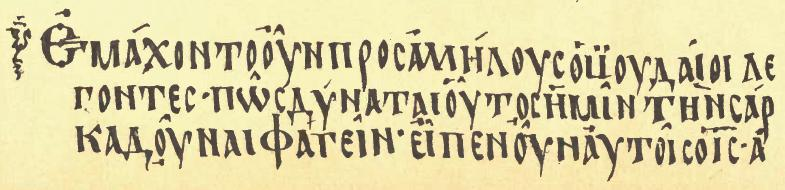
El facsímile de Scrivener

El Codex Cyprius (París, Biblioteca Nacional de Francia (Gr. 63); Gregory-Aland no. Ke o 017) es un manuscrito uncial del siglo IX. El códice contiene los cuatro Evangelios.
El códice consiste de un total de 267 folios de 26 x 19 cm. El texto está escrito en una sola columna por página, con entre 16-31 líneas por columna.
El texto griego de este códice es una representación del tipo textual bizantino. Kurt Aland lo ubicó en la Categoría V.